# Jarkovo
Jarkovo (in russo Ярково?) è un villaggio della Russia asiatica nell'oblast' di Tjumen'; è il centro amministrativo del rajon Jarkovskij.
Si trova sul fiume Tobol, circa 100 km a nord-est di Tjumen'.